# Desmond Titterington
John Desmond Titterington (* 1. Mai 1928 in Cultra; † 21. April 2002 in Dundee) war ein nordirischer Automobilrennfahrer.

## Karriere
Desmond Titterington fuhr in seiner Karriere zwar nur ein Rennen zur Weltmeisterschaft der Formel 1, aber hätte der talentierte Nordire 1956 nicht überraschend seinen Rücktritt erklärt, wäre der Weg zu einem internationalen Spitzenfahrer möglich gewesen.
Nach einigen Rennen in einem Allard wurde Titterington 1953 Mitglied der Ecurie Ecosse. Für die schottische Rennmannschaft bestritt er 1953 die Tourist Trophy in Dundrod auf einem Aston Martin, die er als Sechster beendete.
1954 zeigte er seine Vielseitigkeit, als er auf einem Jaguar Sechster bei der Rallye Monte Carlo wurde. Nach einigen Rennen auf seinem privaten Triumph TR2 kehrte er Mitte 1954 zur Ecurie Ecosse zurück, um dort den verletzten Jimmy Stewart zu ersetzen. Titterington wurde Neunter beim 9-Stunden-Rennen in Goodwood 1955 und mit John Fitch Vierter bei der Targa Florio. Jaguar war von den fahrerischen Fähigkeiten Titteringtons derart überzeugt, dass es ihn als Werksfahrer für die großen Sportwagenrennen 1956 verpflichtete.
In der Formel 1 erreichte Titteringtons 1956 starke dritte Plätze im Oulton Park und bei der BRDC International Trophy in Silverstone. Beim Großen Preis von Großbritannien fuhr er seinen Connaught bis auf Rang fünf vor, ehe ihn ein Motorschaden stoppte.
1956 kehrte Titteringtons aus familiären Gründen dem Rennsport den Rücken.

## Statistik

### Statistik in der Automobil-Weltmeisterschaft

#### Gesamtübersicht
| Saison | Team                  | Chassis          | Motor       | Rennen | Siege | Zweiter | Dritter | Poles | schn. Rennrunden | Punkte | WM-Pos. |
| ------ | --------------------- | ---------------- | ----------- | ------ | ----- | ------- | ------- | ----- | ---------------- | ------ | ------- |
| 1956   | Connaught Engineering | Connaught Type B | Alta 2.5 L4 | 1      | −     | −       | −       | −     | −                | −      | NC      |
| Gesamt | Gesamt                | Gesamt           | Gesamt      | 1      | −     | −       | −       | −     | −                | −      |         |

#### Einzelergebnisse
| Saison | 1 | 2 | 3 | 4 | 5   | 6 | 7 | 8 |
| ------ | - | - | - | - | --- | - | - | - |
| 1956   |   |   |   |   |     |   |   |   |
|        |   |   |   |   | DNF |   |   |   |

| Legende  | Legende            | Legende                                                          |
| Farbe    | Abkürzung          | Bedeutung                                                        |
| -------- | ------------------ | ---------------------------------------------------------------- |
| Gold     | –                  | Sieg                                                             |
| Silber   | –                  | 2. Platz                                                         |
| Bronze   | –                  | 3. Platz                                                         |
| Grün     | –                  | Platzierung in den Punkten                                       |
| Blau     | –                  | Klassifiziert außerhalb der Punkteränge                          |
| Violett  | DNF                | Rennen nicht beendet (did not finish)                            |
| Violett  | NC                 | nicht klassifiziert (not classified)                             |
| Rot      | DNQ                | nicht qualifiziert (did not qualify)                             |
| Rot      | DNPQ               | in Vorqualifikation gescheitert (did not pre-qualify)            |
| Schwarz  | DSQ                | disqualifiziert (disqualified)                                   |
| Weiß     | DNS                | nicht am Start (did not start)                                   |
| Weiß     | WD                 | zurückgezogen (withdrawn)                                        |
| Hellblau | PO                 | nur am Training teilgenommen (practiced only)                    |
| Hellblau | TD                 | Freitags-Testfahrer (test driver)                                |
| ohne     | DNP                | nicht am Training teilgenommen (did not practice)                |
| ohne     | INJ                | verletzt oder krank (injured)                                    |
| ohne     | EX                 | ausgeschlossen (excluded)                                        |
| ohne     | DNA                | nicht erschienen (did not arrive)                                |
| ohne     | C                  | Rennen abgesagt (cancelled)                                      |
| ohne     | keine WM-Teilnahme |                                                                  |
| sonstige | P/fett             | Pole-Position                                                    |
| sonstige | 1/2/3/4/5/6/7/8    | Punktplatzierung im Sprint-/Qualifikationsrennen                 |
| sonstige | SR/kursiv          | Schnellste Rennrunde                                             |
| sonstige | *                  | nicht im Ziel, aufgrund der zurückgelegten Distanz aber gewertet |
| sonstige | ()                 | Streichresultate                                                 |
| sonstige | unterstrichen      | Führender in der Gesamtwertung                                   |

### Le-Mans-Ergebnisse
| Jahr | Team             | Fahrzeug      | Teamkollege | Platzierung | Ausfallgrund |
| ---- | ---------------- | ------------- | ----------- | ----------- | ------------ |
| 1956 | Jaguar Cars Ltd. | Jaguar D-Type | Paul Frère  | Ausfall     | Unfall       |

### Sebring-Ergebnisse
| Jahr | Team                 | Fahrzeug      | Teamkollege   | Platzierung | Ausfallgrund |
| ---- | -------------------- | ------------- | ------------- | ----------- | ------------ |
| 1956 | Jaguar New York Inc. | Jaguar D-Type | Mike Hawthorn | Ausfall     | Bremsen      |

### Einzelergebnisse in der Sportwagen-Weltmeisterschaft
| Saison | Team                                      | Rennwagen                          | 1   | 2   | 3   | 4   | 5   | 6   | 7   |
| ------ | ----------------------------------------- | ---------------------------------- | --- | --- | --- | --- | --- | --- | --- |
| 1953   | Robert Dickson                            | Aston Martin DB3                   | SEB | MIM | LEM | SPA | NÜR | RTT | CAP |
| 1953   | Robert Dickson                            | Aston Martin DB3                   |     |     | 5   |     |     |     |     |
| 1954   | Joe Kelly                                 | Ferrari 750 Monza                  | BUA | SEB | MIM | LEM | RTT | CAP |     |
| 1954   | Joe Kelly                                 | Ferrari 750 Monza                  |     | DNF |     |     |     |     |     |
| 1955   | Jaguar Daimler-Benz AG                    | Jaguar D-Type Mercedes-Benz 300SLR | BUA | SEB | MIM | LEM | RTT | TAR |     |
| 1955   | Jaguar Daimler-Benz AG                    | Jaguar D-Type Mercedes-Benz 300SLR |     |     |     |     | DNF | 4   |     |
| 1956   | Jaguar New York Inc. Jaguar Ecurie Ecosse | Jaguar D-Type                      | BUA | SEB | MIM | NÜR | KRI |     |     |
| 1956   | Jaguar New York Inc. Jaguar Ecurie Ecosse | Jaguar D-Type                      |     | DNF |     | DNF | DNF |     |     |